# Mercedes-AMG GT3
Chronologie des modèles
Mercedes-Benz SLS AMG GT3
La Mercedes-AMG GT3 est la version de course de la Mercedes-AMG GT, conçue pour courir dans la catégorie GT3. Elle est dévoilée au Salon de Genève 2015 et remplace la Mercedes-Benz SLS AMG GT3. Elle fait ses débuts en compétition lors des 24 Heures de Dubaï 2016. Sa puissance est de 508 ch. Une série spéciale, appelée Édition 50 pour fêter les 50 ans du préparateur AMG, est, au contraire homologuée pour la route. Cette dernière reprend le moteur de l'AMG GT3 quant à la GT3, elle reprend le moteur de la Mercedes-Benz SLS AMG GT3.